# Phạm Hữu Bồng
Phạm Hữu Bồng (sinh năm 1937) là một sĩ quan cao cấp của Quân đội nhân dân Việt Nam, hàm Thiếu tướng, nguyên Tư lệnh Bộ đội Biên phòng Việt Nam, phó chủ tịch thường trực Hội Cựu chiến binh Việt Nam. Ông từng là Chỉ huy trưởng Bộ tư lệnh Bộ đội biên phòng tỉnh Điện Biên, sau đó Tham mưu trưởng Bộ tư lệnh Bộ đội Biên phòng.

## Tiểu sử
Phạm Hữu Bồng sinh năm 1937 tại xã Trường Sơn, huyện Nông Cống, tỉnh Thanh Hóa. Từ năm 17 tuổi, ông tham gia đội ngũ thanh niên xung phong, làm nhiệm vụ tiếp tế cho Chiến dịch Điện Biên Phủ. Trong những năm Kháng Chiến Chống Pháp, ông bị mảnh pháo sượt qua đầu và mảnh đạn găm vào cánh tay. Sau khi vết thương hồi phục, ông được điều về Đại đội 2, Cục Cảnh vệ Trung ương.
Đến năm 1959, lực lượng Công an nhân dân vũ trang (nay là Bộ đội Biên phòng) được thành lập bởi Nghị quyết 58 của Bộ Chính trị, ông trở thành một trong những cán bộ, chiến sĩ đầu tiên của lực lượng này. Tháng 2, ông được cử đi đào tạo tại Trường Sĩ quan Lục quân 1. Sau 3 năm, ông hoàn thành đào tạo và được điều về làm giáo viên chuyên ngành quân sự của Trường Sĩ quan Công an nhân dân vũ trang (nay là Học viện Biên phòng). Đến năm 1987, ông trở lại chiến trường với vị trí Phó chỉ huy trưởng, rồi Chỉ huy trưởng Bộ chỉ huy Bộ đội Biên phòng tỉnh Lai Châu kiêm Phó giám đốc Công an tỉnh.
Khoảng sau năm 1990, ông trở thành Phó Tư lệnh kiêm Tham mưu trưởng của Bộ đội Biên phòng. Đến năm 1996, ông trở thành Tư lệnh Bộ đội Biên phòng. Từ sau khi về hưu vào năm 2000 cho đến tháng 10 năm 2012, ông là Phó Chủ tịch Thường trực Hội Cựu chiến binh Việt Nam. Trong thời gian đó, vào tháng 10 năm 2011, ông đồng thời trở thành Ủy viên Ủy ban Quốc gia phòng, chống AIDS và phòng, chống tệ nạn ma túy, mại dâm.

## Tặng thưởng
- 2 Huân chương Kháng chiến hạng Nhất.[5]
- Huân chương Chiến công hạng Nhì.[5]
- Huân chương Độc lập hạng Nhì (2011).[10][11]
- Huân chương Độc lập hạng Ba (2012).[12][13]